# Hauffenia danubialis
Hauffenia danubialis е вид коремоного от семейство Hydrobiidae. Видът е застрашен от изчезване.